# Daun salam

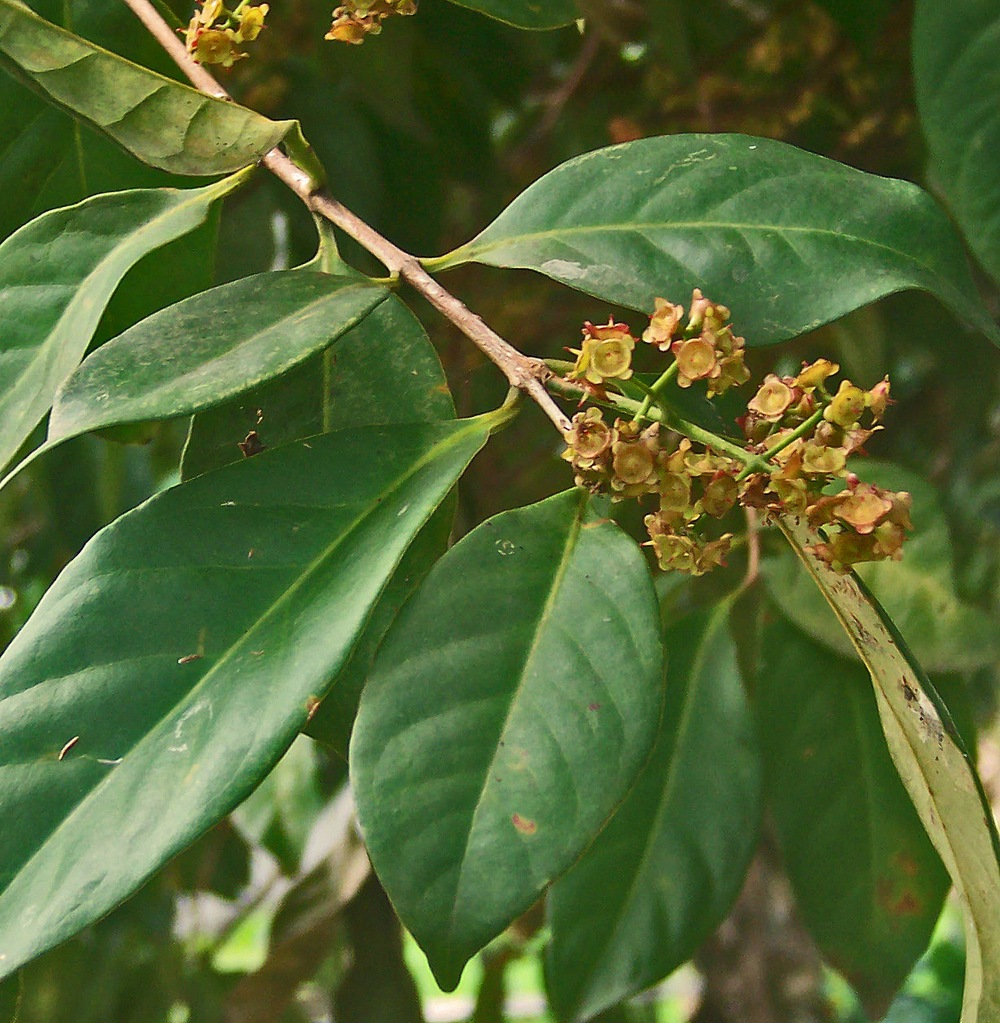

Daun salam, in het Nederlands ook wel salamblad, is het blad van de boom Syzygium polyanthum uit Azië.
Het wordt - doorgaans in gedroogde vorm - gebruikt in de Aziatische keuken en wordt ook wel "Indonesische laurier" genoemd. De smaak is citroenachtig. Het kan onder meer gebruikt worden als ingrediënt van stoofschotels en bij het op smaak brengen van seroendeng. In combinatie met laos geeft het de specifieke smaak aan Indonesische groentengerechten zoals sajoer lodeh en sajoer buncis.
Het blad wordt ook vaak in combinatie met citroengras (sereh) gebruikt.